# Raymond Robert Forster
Raymond Robert Forster QSO (Hastings, 19 juni 1922 – Dunedin, 1 juli 2000) was een arachnoloog en museumdirecteur uit Nieuw-Zeeland.

## Biografie
Forster groeide op in Hastings en studeerde aan de Victoria University of Wellington.
Van 1940 tot en met 1947 werkte Forster als entomologist voor het Museum of New Zealand Te Papa Tongarewa in Wellington, met een onderbreking omdat hij tijdens de Tweede Wereldoorlog als soldaat werd opgeroepen. Tussen 1942 en 1945 was hij eerst actief in de landmacht en daarna als radartechnicus bij de marine. Vanaf 1948 werkte Forster als zoöloog en assistent-directeur voor het Canterbury Museum. In 1957 werd hij directeur van het Otago Museum. In 1987 ging hij met pensioen.
Forster deed onderzoek naar spinnen. Hij schreef zijn eerste wetenschappelijke artikel over spinnen op zeventienjarige leeftijd. Tijdens zijn carrière schreef hij meer dan 100 wetenschappelijke artikelen en boeken, en hij was een van de auteurs van het zesdelige Spiders of New Zealand. Andere boeken van zijn hand zijn Small Land Animals en NZ Spiders, An Introduction.
Hij onderzocht en classificeerde duizenden spinnen uit Nieuw-Zeeland.
Forster overleed in Dunedin in 2000.